# Le Merzer
Le Merzer (en bretó Ar Merzher) és un municipi francès, situat a la regió de Bretanya, al departament de Costes del Nord. L'any 1999 tenia 499 habitants.

## Demografia
| 1962                                       | 1968 | 1975 | 1982 | 1990 | 1999 |
| ------------------------------------------ | ---- | ---- | ---- | ---- | ---- |
| 583                                        | 608  | 540  | 700  | 715  | 799  |
| Des de 1962: població sense dobles comptes |      |      |      |      |      |

## Administració
| Període   | Identitat       | Partit |
| --------- | --------------- | ------ |
| 2001-2005 | Jean Mordelet   |        |
| 2005-2008 | Yves Kergus     |        |
| 2008-     | Laurence Corson |        |